# Charles Arminjon (avocat)
Charles Arminjon, né le 7 juillet 1874 et mort le 29 janvier 1966 à Chambéry, est un avocat à la Cour d'appel de Chambéry, militant monarchiste de l’Action française. Il fut président de l'Académie des sciences, belles-lettres et arts de Savoie.
Il ne doit pas être confondu son oncle, le chanoine Charles Arminjon (1824-1885).

## Biographie

### Origines
Charles-Joseph-Paul Arminjon est né le 7 juillet 1874, à Chambéry, dans l'Hôtel d’Allinges. Il est le fils d'Ernest Arminjon (1828-1901), conseiller à la cour d'appel de Chambéry,,, et de sa seconde épouse, Julie-Célestine-Pierrette Gaillard (1841-1925), qu'il a épousée en 1873. La famille Arminjon est une famille notable de Savoie, dont certains membres ont eu une carrière dans la magistrature dont son grand-père, Mathias Arminjon.
Il suit des études au collège de Mongré, avant de poursuivre des études de droit à l'Université catholique de Lyon. Licencié  en 1895, il obtient son doctorat en droit le 18 juillet 1900.

### Carrière
Il commence sa carrière en effectuant un stage auprès de Maître Régis Fernex de Mongex, l'une des figures catholiques du barreau savoyard.
Il devient membre du Conseil de l'Ordre de Chambéry, de 1911 et 1944. Il est élu bâtonnier, de 1919 à 1920, puis à nouveau de 1933 à 1934. Son père l'a été en 1887 et 1888. Il devient avocat honoraire, mais poursuit en devenant membre du Bureau d'assistance judiciaire près le Tribunal.
Charles Arminjon meurt le 29 janvier 1966 à Chambéry, des suites d'une maladie. Sa tombe se trouve au cimetière de Charrière-Neuve de la ville de Chambéry.

### Activités
Il est une figure savoyarde de l’Action française, au même titre que Antoine Dénarié et Louis Dimier.
Il est élu à l'Académie des sciences, belles-lettres et arts de Savoie avec la qualité de « membre correspondant », le 7 mars 1901. Il devient membre effectif en 1913. Il prononce son Discours de réception, le 29 avril 1920, avec un éloge du général Borson. Le président Emmanuel Dénarié étant malade, le vice-président Charles Arminjon prend en charge l'Académie à partir de 1925. Il en devient président en 1927 et reste en fonction jusqu'en 1958,. Il est ensuite fait « président d'honneur ».
Il est notamment l'auteur d'une Étude sur les droits du particulier dans son domicile et sur les restrictions que ces droits subissent dans l'intérêt public, publiée en 1900 ou encore d'un ouvrage sur son père, Ernest Arminjon : (1828-1901), publié en 1963.

## Famille
Charles Arminjon épouse en 1902 Marie-Louise Gabrielle Ochier-Verchère (1879-1941), originaire de Bourgogne. Ils ont dix fils : Ernest, Henri, Pierre, Gabriel, Joseph, François, Blaise, Victor, Gérard et Mathias. Cinq d'entre eux intègrent les ordres.
- Ernest (1904-1978), chanoine de la cathédrale de Chambéry.
- Henri (1906-1997), banquier[10]. Il termine sa carrière en 1966 comme président directeur général de la Société Lyonnaise de Banque. Il fut membre de l'Académie des sciences, belles-lettres et arts de Lyon (1978) et de l'Académie de Savoie (1983-1997). Il est l'auteur de Histoire d'une famille de Savoie : les Arminjon (1972) et De la noblesse des sénateurs au Souverain Sénat de Savoie & des maitres-auditeurs à la Chambre des comptes (1977).
- Gabriel (1910-1984), journaliste, il devint exploitant agricole[11]. Il est l'auteur de Charles Arminjon : ... ce prêtre qui inspira Thérèse de Lisieux (1972)
- Blaise (1917-1998), jésuite, supérieur de la province de Lyon, auteur d'ouvrages spirituels, connu pour son rôle dans l'affaire Touvier.

La famille vit place du Château, à Chambéry, dans l'Hôtel des Mareschal, face au château ducal. La famille est voisine de celle des Maistre.

## Distinction
Il est fait chevalier de la Légion d'Honneur et commandeur de l'ordre de Saint-Grégoire-le-Grand[réf. nécessaire].